# Kœnigsmark (film 1953)
Kœnigsmark è un film del 1953 diretto da Solange Térac sotto la supervisione di Christian-Jaque. È la terza versione cinematografica dell'omonimo romanzo di Pierre Benoît.
La regista è conosciuta anche con il nome Solange Bussi o Solange Bussy.

## Trama
Raoul Vignerte arriva come istitutore nel palazzo dei granduchi di Lautenburg, e presto si innamora di Aurora, moglie del granduca Federico (sposato dopo essere rimasta vedova di Rodolfo, fratello di Federico) ma anche di Melusine, la dama di compagnia della granduchessa.

Alla storia d'amore si intreccia anche la trama poliziesca dato che si indaga sulla misteriosa morte di Rodolfo avvenuta in Africa, e gli intrighi politici di corte.

Quando sembra che tutta la verità stia per essere rivelata arriva l'annuncio della dichiarazione di guerra tra Francia e Germania.

## Produzione
Il film fu prodotto dall'Eccelsa Film e dalla Sigma.

## Distribuzione
In Italia, il film venne distribuito attraverso la Minerva Film e uscì il 4 aprile 1953. Il 15 luglio 1953, fu distribuito anche in Francia dalla Les Films Vog.

## Altre versioni
- Königsmark, regia di Maurice Tourneur (1935)